# نورمان شاندلير
نورمان شاندلير (بالإنجليزية: Norman Chandler)‏ هو ناشر أمريكي، ولد في 14 سبتمبر 1899 في لوس أنجلوس في الولايات المتحدة، وتوفي في 20 أكتوبر 1973.

## وصلات خارجية
- نورمان شاندلير على موقع الموسوعة البريطانية (الإنجليزية)